# جوشوا نيوتن
جوشوا نيوتن (بالإنجليزية: Joshua Newtonn)‏ هو كاتب ومؤلف هندي، ولد في 2 أغسطس 1969 في كيرلا في الهند.